# Blaue Orientjungfer

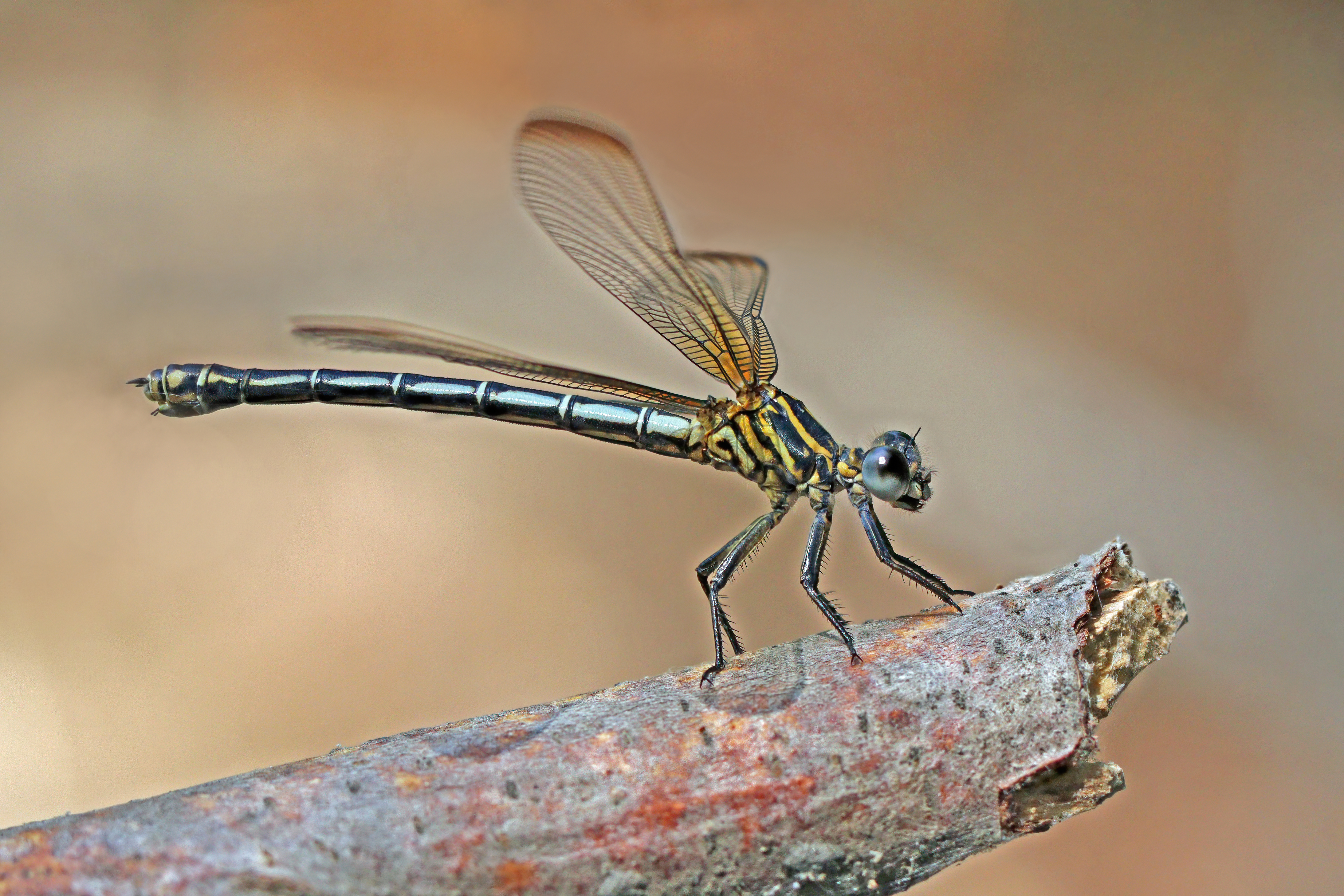
Blaue Orientjungfer, Weibchen am Fluss Dhiarizos in Zypern

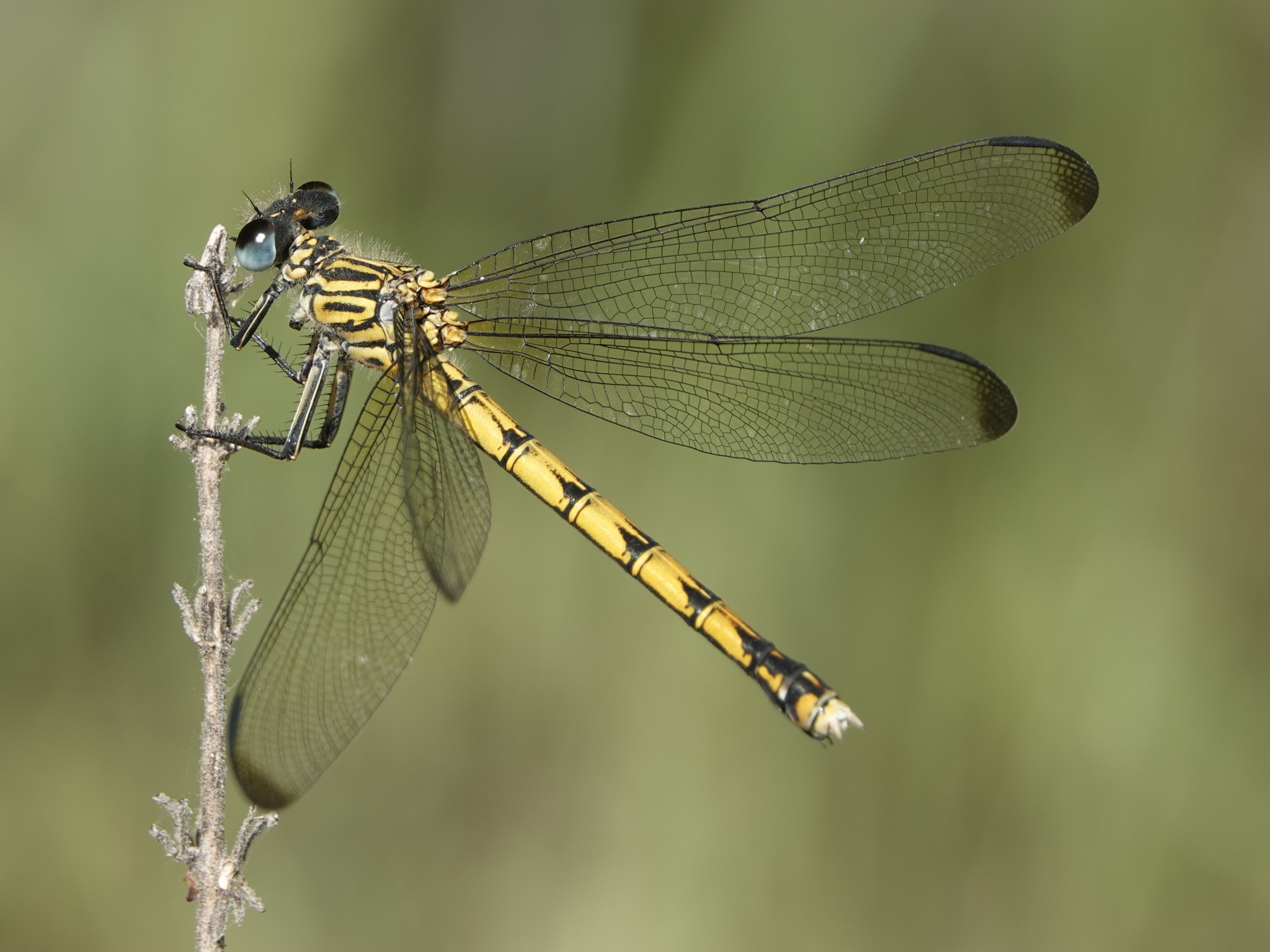
Blaue Orientjungfer (Epallage fatime), frisch geschlüpftes Weibchen in Israel

Die Blaue Orientjungfer (Epallage fatime) ist eine Kleinlibelle aus der überwiegend in den Tropen verbreiteten Familie Euphaeidae und deren einziger europäischer Vertreter.

## Merkmale
Die Körperlänge liegt zwischen 40 und 50 mm und ähnelt der Gebänderten Prachtlibelle (Calopteryx splendens). Durch die völlig anderen Körperproportionen, mit einem deutlich robusteren Körperbau, schmaleren Flügeln und kurzen Beinstacheln, ist die Blaue Orientjungfer leicht unterscheidbar. Ihre Flügelspannweite beträgt circa 60 und 68 mm. Die Weibchen haben einen weißlich bis gelben oder blassbläulichen Körper mit einer schwarzen Zeichnung. Mit zunehmendem Alter wird die schwarze Färbung intensiver. Frisch geschlüpfte Männchen sind schwarz, mit fünf hellen Streifen an den Seiten des Thorax und einer gelben Dorsallinie gefärbt. Das Abdomen besitzt eine feine gelbe Dorsallinie und an den vorderen Segmenten seitliche gelbe Striche. Innerhalb weniger Tage verfärben die Männchen sich vollständig blau und sind bereift. Die großen Flügelmale sind bei den Männchen dunkelgrau bis dunkelblau gefärbt. Bei den Weibchen haben die Flügelmale eine auffällig weiße bis graue Färbung. Beide Geschlechter haben dunkle Flügelspitzen. Sie  reichen meist bis zur Hälfte des Flügels. Je nach Verbreitungsgebiet können das Ausmaß als auch die Intensität der dunklen Flügelspitzen innerhalb und zwischen den Populationen stark variieren. Einige Individuen haben vollständig rauchfarbene Flügel, während andere keine Zeichnung aufweisen. Diese Variation führte zur Beschreibung mehrerer ungültiger Unterarten. Die Flügel der Weibchen sind oft blassgelb gefärbt und haben an ihrer Basis einen bernsteinfarbenen Fleck.

## Vorkommen
Die ausschließlich an Fließgewässern verbreitete Art erreicht Europa im Südosten. Ihre europäische Verbreitung umfasst die griechische Ägäisküste einschließlich der Insel Rhodos, den Osten von Bulgarien, Albanien, Nordmazedonien, Serbien und die Schwarzmeerküste in Rumänien. Ein in Ungarn im Nationalpark Kiskunság gemeldetes Vorkommen, weitab des übrigen Verbreitungsgebietes, bedarf der Bestätigung.
Außerhalb von Europa ist die Art in der gesamten Türkei (soweit Fließgewässer vorkommen) weit verbreitet und durchaus häufig. Darüber hinaus erstreckt sich ihr Verbreitungsgebiet vom Osten der Balkanhalbinsel und Zypern, über den Iran bis nach Afghanistan und Pakistan im Westen von Asien. Auf der Arabischen Halbinsel und in den Wüstengebieten im Iran, Irak und Syrien fehlt sie. In südlicher Richtung von der Türkei erstreckt sich ein schmaler Verbreitungsstreifen entlang des östlichen Mittelmeers mit Vorkommen im Westen von Syrien, im Libanon, in Israel und in den Palästinensischen Gebieten.

## Lebensraum
Die Art besiedelt ausschließlich Fließgewässer. Die meisten Fundorte betreffen kleine Bäche mit einem hohen Gefälle und steinigem Grund, diese können im Sommer gelegentlich austrocknen. Daneben wird die Art regelmäßig auch aus Flüssen angegeben. Funde an moderat organisch verschmutzten Fließgewässern liegen zwar vor, die Resistenz der Art gegenüber Verschmutzung ist aber im Grunde unbekannt. Nach dem Imaginalschlupf verbleiben die Männchen die meiste Zeit am Gewässerufer, wo sie ähnlich den Prachtlibellen kurze Uferstücke als Territorium gegen andere Männchen verteidigen.

## Lebensweise
Die Imagines beider Geschlechter ruhen meist auf Zweigen oder Steinen über oder in der Nähe der Fließgewässer und zeigen wenig Interaktion. In der Ruheposition sind die Flügel waagerecht ausgebreitet und der Hinterleib kann leicht erhoben sein. Der kurze, schnelle Flug ähnelt dem der Großlibellen (Anisoptera) und ist für eine Kleinlibelle ungewöhnlich.

## Lebenszyklus
Zumindest die europäischen Populationen scheinen zwei Jahre für die Entwicklung bis zur Imago zu benötigen (semivoltin). Die Flugzeit der Imagines reicht von April bis Juli. Für die Türkei wurde eine Flugzeit von Ende April bis Mitte August beobachtet. Die Eiablage erfolgt im Tandem, in organischem Material wie Wurzeln oder in Zweigen und Kiefernnadeln.

## Larven
Die Larven erreichen etwa 20 Millimeter Körperlänge, sie sind für Kleinlibellenlarven relativ kurz und gedrungen wirkend. Die kräftigen Klammerbeine besitzen abgeflachte Schenkel (Femora). Ihre Färbung reicht von strohgelb bis dunkelbraun und ist wenig charakteristisch. Sehr auffallend sind die an der Basis ballonartig aufgetriebenen äußeren Kiemenblättchen. Charakteristisch für alle Arten der Familie Euphaeidae ist, dass, neben den normalen analen Kiemenblättchen, seitlich am Hinterleib zusätzlich kleine, schlauchförmige Kiemen sitzen. Bei der Art sitzen sieben blättchenförmige Kiemenpaare seitlich auf der Unterseite der Hinterleibssegmente zwei bis acht, sie sind bei Ansicht von oben nicht sichtbar. Die Fangmaske der Larve ist breit und ungeteilt, in der Mitte nicht eingeschnürt, sie verschmälert sich nach hinten hin gleichmäßig.

## Gefährdung
Von der Weltnaturschutzunion IUCN wird die Blaue Orientjungfer in der Roten Liste gefährdeter Arten geführt. Die Libellenart ist in den meisten Teilen ihres Verbreitungsgebietes in Südosteuropa noch weit verbreitet. Es liegen keine Informationen über die Populationsentwicklung vor. Aufgrund ihres relativ kleinen Verbreitungsgebietes und des anhaltenden Rückgangs der Größe und Qualität ihres Lebensraums wird ein Rückgang ihrer Populationsdichte vermutet. Die Blaue Orientjungfer wurde als nicht gefährdet  eingestuft.
In ihrem Hauptverbreitungsgebiet ist die Art häufig und nicht unmittelbar bedroht, wenn auch sicherlich durch die Degradierung vieler Fließgewässer in ihrem insgesamt recht ariden Areal lokal zurückgehend. Im Mittelmeergebiet insgesamt gilt sie als nicht gefährdet. Ältere Einstufungen für die kleinen, vorposten-artigen europäischen Populationen am Rande des Verbreitungsgebietes und der dort vorhandenen Habitatzerstörungen, wiesen einen Status als latent bedroht oder potentiell gefährdet („near threatened“) auf. Besonders bedroht wird die Blaue Orientjungfer durch Wasserentnahme und Verschmutzung an den besiedelten Fließgewässern. Bisher gibt es keine Hinweise auf einen starken Rückgang. Vermutet wird jedoch ein deutlicher Rückgang, der durch die Austrocknung von Bächen aufgrund von Entwässerung der Lebensräume für eine landwirtschaftliche Nutzung und des Klimawandels ausgelöst werden könnte.